# Puccinellia nuttalliana
Puccinellia nuttalliana — багаторічна трав'яниста рослина родини Тонконогові (Poaceae), поширена в арктичних областях Північної Америки.

## Опис
Утворює грудки. Стебла довжиною 40–80 см. Лігули 1–3 мм, тупі. Листові пластини плоскі або скручені, шириною 1–2.5 мм. Суцвіття — волоть. Волоть відкрита, пірамідальна, 6–20 см довжиною. Початкові гілки волоті розлогі, 5–10 см завдовжки, шершаві. Колосочки поодинокі, родючі — з квітконіжками; квітконіжки шершаві. Родючі колоски містять 4–7 родючих квіточок зі зменшеними квітками на вершині. Колоски довгасті; з боків стиснуті, довжиною 4–7 мм; розпадаються при зрілості. Колоскові луски стійкі, подібні, коротші, ніж колосок. Нижня колоскова луска довгаста, довжиною 1.3–2 мм; 0.8 від довжини верхньої колоскової луски, без кіля, 1-жильна, верхівка тупа. Верхня колоскова луска довгаста, довжиною 1.5–2.5 мм, без кіля, 3-жильна, верхівка тупа. Родюча лема довгаста; довжиною 2.5–3.2 мм, без кіля, 5-жильна, верхівка зубчаста й тупа. Палея (верхня квіткова луска) одної довжини з лемою, 2-жильна. Пиляків 3, 0.7–1 мм завдовжки.

## Поширення
Північна Америка: Ґренландія, Канада, США.